# Bleach: The Blade of Fate
Bleach: The Blade of Fate, conosciuto in Giappone come Bleach DS Sōten ni Kakeru Unmei (蒼天に駆ける運命? lit. "Bleach DS: A Fate Running into the Blue Sky") è un picchiaduro a incontri bidimensionale per Nintendo DS dove si possono scegliere vari personaggi della popolare serie di anime e manga Bleach. È supportato il gioco in rete tramite la Nintendo WFC(Wi-Fi Connection), che permette a quattro persone di connettersi e giocare l'uno contro l'altro.
Il gioco include "story mode", "arcade mode", "VS mode", "training mode", "challenge mode", e "survival mode".

## Modalità di gioco
Ogni giocatore ha tre barre:
- Barra delle vita (soul gauge),
- Barra dell'energia spirituale (Reiatsu),
- Barra della stamina (Shun-po).
- Soul Gauge: Localizzata vicino all'icona del personaggio, quando essa arriva al termine si arriva al ko
- Reiatsu (spiritual pressure) Barra: Localizzata a destra rispetto alla barra con i punti vita del tuo personaggio. Mostra quanta energia spirituale tu abbia. Essa viene utilizzata per le alte tecniche di combattimento. Ha tre livelli, le mosse con l'uso del bankai sono le più alte. Cresce combattendo.
- Shun-po (passo veloce) Barra: Localizzata in fondo, sotto i dettagli del tuo personaggio. Mostra quanta stamina ha il tuo personaggio. Stamina è usata per il Shunpo e gli attacchi di rinforzo. Cresce naturalmente.

Il campo di gioco consiste in uno schermo 2D, con i giocatori che si possono muovere nell'arco di due schermi.
Le mosse speciali vengono eseguite in due modi: premdendo diversi pulsanti e frecce direzionali in un certo ordine, o usando l'attacco speciale nell'apposito menù

## Le Carte
Ogni giocatore ha accesso a certe "carte" che possono essere cambiate e usate sia dai giocatori che dai nemici. I giocatori possono creare così un proprio "mazzo di carte".
Ogni giocatore ha due carte all'inizio della sfida da posizionare, e vengono attivate semplicemente toccandole. I loro poteri saranno attivati per un certo periodo di tempo prima che scompaiono e vengano rimpiazzati da una nuova carta. Ogni carta ha un certo numero, localizzata in basso e indica la forza e il costo della stessa. Ogni giocatore inizia con un certo numero di punti di rifornimento, che viene utilizzato usando le carte. Ogni volta che una carta è usata, il rifornimento del giocatore diminuisce a seconda del costo della carta.

## Personaggi giocabili
- Ichigo Kurosaki (normale e in versione Hollow)
- Renji Abarai
- Momo Hinamori
- Ganju Shiba
- Orihime Inoue
- Uryū Ishida
- Yasutora Sado
- Byakuya Kuchiki
- Rukia Kuchiki
- Soifon
- Yoruichi Shihōin
- Shunsui Kyōraku
- Jūshirō Ukitake
- Sajin Komamura (mascherato e senza maschera)
- Kaname Tōsen
- Tōshirō Hitsugaya
- Kenpachi Zaraki
- Mayuri Kurotsuchi
- Gin Ichimaru
- Sōsuke Aizen
- Shigekuni Yamamoto-Genryūsai
- Nemu Kurotsuchi
- Yachiru Kusajishi
- Kon

Blao
- Tatsuki Arisawa
- Bonnie